# العلاقات العراقية الهندوراسية
العلاقات العراقية الهندوراسية هي العلاقات الثنائية التي تجمع بين العراق وهندوراس.

## مقارنة بين البلدين
هذه مقارنة عامة ومرجعية للدولتين:
| وجه المقارنة                                              | العراق                       | هندوراس          |
| --------------------------------------------------------- | ---------------------------- | ---------------- |
| المساحة (كم2)                                             | 437.07 ألف                   | 112.49 ألف       |
| عدد السكان (نسمة)                                         | 38.27 مليون                  | 9.27 مليون       |
| الكثافة السكانية (ن./كم²)                                 | 87.56                        | 82.41            |
| العاصمة                                                   | بغداد                        | تيغوسيغالبا      |
| اللغة الرسمية                                             | اللغة العربية، اللغة الكردية | اللغة الإسبانية  |
| العملة                                                    | دينار عراقي                  | لمبيرة هندوراسية |
| الناتج المحلي الإجمالي (بليون دولار)                      | 197.72 مليار                 | 22.98 مليار      |
| الناتج المحلي الإجمالي (تعادل القوة الشرائية) بليون دولار | 560.73 مليار                 | 41.14 مليار      |
| الناتج المحلي الإجمالي الاسمي للفرد دولار أمريكي          | 4.94 ألف                     | 2.53 ألف         |
| الناتج المحلي الإجمالي للفرد دولار أمريكي                 | 15.06 ألف                    | 4.91 ألف         |
| مؤشر التنمية البشرية                                      | 0.654                        | 0.606            |
| رمز المكالمات الدولي                                      | +964                         | +504             |
| رمز الإنترنت                                              | .iq                          | .hn              |
| المنطقة الزمنية                                           | ت ع م+03:00، ت ع م+04:00     | 00               |

## منظمات دولية مشتركة
يشترك البلدان في عضوية مجموعة من المنظمات الدولية، منها:
| علم المنظمة | اسم المنظمة                        | تاريخ انضمام العراق | تاريخ انضمام هندوراس |
| ----------- | ---------------------------------- | ------------------- | -------------------- |
|             | الاتحاد الدولي للاتصالات           | 12 نوفمبر 1928      | 27 أكتوبر 1925       |
|             | مؤسسة التنمية الدولية              | 29 ديسمبر 1960      | 23 ديسمبر 1960       |
|             | منظمة حظر الأسلحة الكيميائية       | ?                   | ?                    |
|             | يونسكو                             | 21 أكتوبر 1948      | 16 ديسمبر 1947       |
|             | الأمم المتحدة                      | 21 ديسمبر 1945      | 17 ديسمبر 1945       |
|             | وكالة ضمان الاستثمار متعدد الأطراف | 6 أكتوبر 2008       | 30 يونيو 1992        |
|             | مؤسسة التمويل الدولية              | 27 ديسمبر 1956      | 20 يوليو 1956        |
|             | البنك الدولي للإنشاء والتعمير      | 27 ديسمبر 1945      | 27 ديسمبر 1945       |
|             | الاتحاد البريدي العالمي            | ?                   | ?                    |
|             | منظمة الشرطة الجنائية الدولية      | ?                   | ?                    |

## وصلات خارجية
- موقع وزارة الخارجية العراقية
- موقع وزارة الخارجية الهندوراسية